# Chloropoea heliogenes
Chloropoea heliogenes är en fjärilsart som beskrevs av Butler 1896. Chloropoea heliogenes ingår i släktet Chloropoea och familjen praktfjärilar. Inga underarter finns listade i Catalogue of Life.